# Megachile impressa
Megachile impressa is een vliesvleugelig insect uit de familie Megachilidae. De wetenschappelijke naam van de soort werd voor het eerst geldig gepubliceerd in 1903 door Friese.